# Werner Nöfer

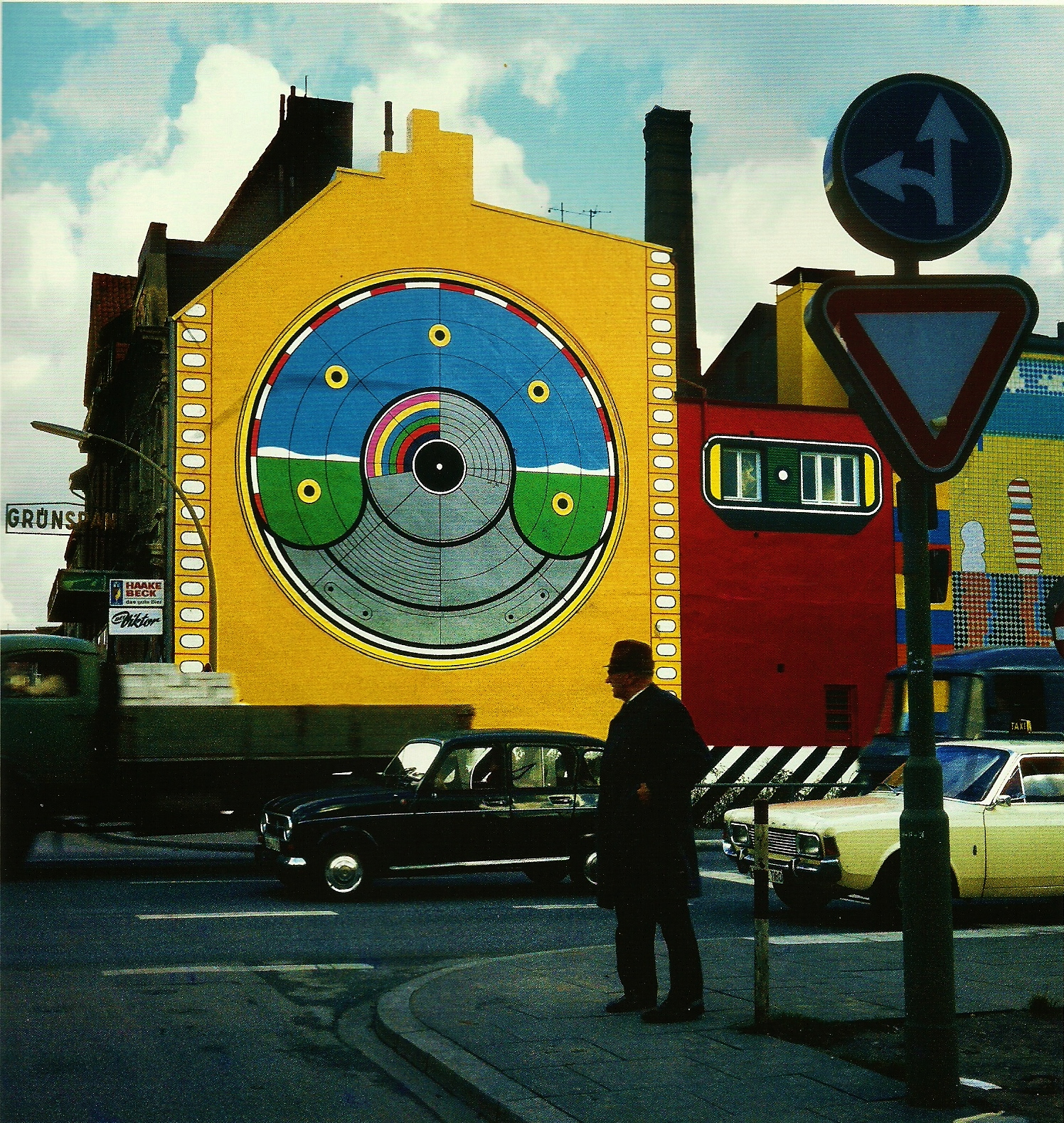
Werner Nöfer Wandmalerei am Grünspan, Hamburg 1968

Werner Nöfer (* 1937 in Essen als Werner Alfons Nöfer) ist ein deutscher Maler, Grafiker und Hochschullehrer. Er ist vor allem durch seine Wandbilder und Wandobjekte im öffentlichen Raum international bekannt geworden und gilt als zeitlich erster und wichtigster Protagonist der Streetart.

## Biographie
Werner Nöfer studierte von 1956 bis 1959 an der Folkwangschule in Essen u. a. bei Max Burchartz, Josef Urbach und Werner Graeff, dann bis 1964 an der Staatlichen Hochschule für bildende Künste Hamburg u. a. bei Kurt Kranz. 1961 heiratete er Marili Nöfer-Rebbelmund, Mitstudentin und Mutter seiner beiden Töchter Christiane (* 1962) und Katharina (* 1965). Ab Mitte der 1960er Jahre entwickelte er seine starkfarbigen, emblematischen Bilder und Grafiken (vorwiegend Siebdrucke), die ihn auch international bekannt machten. 1965 gründete er mit Gunter Gerlach, Herman Prigann, Dirk Zimmer (Dizi) und Dieter Glasmacher die Künstlergruppe Cruizin 4 (Syndikat für Kunstbetrieb). 1966 erhielt er ein einjähriges Stipendium des Deutschen Akademischen Austauschdienstes (DAAD) nach London. 1968 war er Mitbegründer der CO-OP Künstlercooperative Hamburg. Seit 1968 schuf er diverse Wandmalereien und Kunst im öffentlichen Raum, beispielsweise die Fassade des Hamburger Musikklubs Grünspan, eine der ersten Wandmalereien in Europa (gemeinsam mit Dieter Glasmacher).
1970 und 1971 war er Gastdozent an der Staatlichen Hochschule für bildende Künste Kassel. 1970 entstand die Wandmalerei im Eingangsbereich des Abaton-Kino in Hamburg und ein Wandrelief aus emailliertem Stahlblech für das Zoologische Institut der Universität Hamburg. 1971 erhielt er zusammen mit Kurt Rosenthal einen Bundesfilmpreis für den Trickfilm Storyboard. Im gleichen Jahr entstanden Wandobjekte für die neu gegründete Ruhr-Universität Bochum. 1972 schuf er  Wandbilder als Orientierungssystem im heute denkmalgeschützten Flughafen Berlin-Tegel.
1976 bekam er den Preis der 8. Internationalen Triennale für farbige Originalgrafik in Grenchen. Von 1977 bis 1978 nahm er einen Lehrauftrag an der Hochschule für Künste Bremen wahr. Ab 1982 entstanden die dreidimensionalen Papierobjekte Modell Deutschland sowie die großformatigen mehrschichtigen Papierschnitte, Papier-Architekturen und Kartografien.
Von 1979 bis zum Jahr 2000 war er Professor am Fachbereich Design der Fachhochschule Dortmund  (Studiengang Objekt-Design / Kunst im öffentlichen Raum). Er hatte im Laufe der Zeit ca. 70 Einzelausstellungen und war an über 100 Themen- und Gruppenausstellungen beteiligt.
Werner Nöfer ist Mitglied im Deutschen Künstlerbund. Er lebt in Hamburg und Oberndorf an der Oste, wo er sein Atelier in einem alten Bauernhaus eingerichtet hat.

## Einzelausstellungen (Auswahl)
- 1965 Hochschule für bildende Künste Hamburg
- 1966 Galerie Friedrich + Dahlem, München
- 1969 Kabinett für aktuelle Kunst, Bremerhaven
- 1971 Kunstmuseum Mülheim an der Ruhr
- 1972 Galerie Wilbrand, Köln
- 1973 Galerie Dierks, Aarhus
- 1974 Galerie Kerlikowsky, Paris
- 1976 Museum Folkwang, Retrospektive der Grafik, Essen
- 1977 Galerie Toni Brechbühl, Grenchen
- 1978 Galerie Baviera, Schulze + Baltensberger, Zürich
- 1987 Städtische Galerie Wolfsburg, Wolfsburg
- 1989 Museum Ostwall, Dortmund
- 1990 Osthaus Museum Hagen, Hagen
- 1998 Museum für Hamburgische Geschichte, Hamburg
- 2004 Städtische Galerie Kubus, Hannover
- 2009 Galerie vom Zufall und vom Glück, Hannover
- 2016 Kunstmuseum Mülheim an der Ruhr, Pop Art USA / Germany: Lichtenstein, Rosenquist, Nöfer
- 2023 Kunsthalle Hamburg, Nöfers Grafik zwischen Pop und Agitation

## Filme
- „Score“, 16 mm, 1968 Trickfilm (mit Kurt Rosenthal), Deutsche Kinemathek Berlin,
- „Storyboard“, 16 mm, 1970 Trickfilm (mit Kurt Rosenthal) Bundesfilmpreis, Deutsche Kinemathek Berlin;

## Arbeiten in öffentlichen Sammlungen (Auswahl)
- Hamburger Kunsthalle
- Museum für Kunst und Gewerbe Hamburg
- Städtische Galerie Wolfsburg
- Kunsthalle Recklinghausen
- Bayerische Staatsgemäldesammlungen
- Staatsgalerie Stuttgart
- Kunsthalle zu Kiel
- Wilhelm-Hack-Museum
- LWL-Museum für Kunst und Kultur
- Nationalmuseum in Krakau
- Museum Pfalzgalerie Kaiserslautern
- Museum Folkwang
- Deutsches Plakatmuseum
- Sprengel Museum Hannover
- Osthaus Museum Hagen
- Museum Ostwall
- Macedonian Museum of Contemporary Art, Thessaloniki
- Kunsthaus Zürich
- Kunstmuseum Mülheim an der Ruhr
- Kunstsammlung Nordrhein-Westfalen
- Staatliche Graphische Sammlung München
- Kunsthalle Bremen